# Gustav Simons
Adalbert Otto Ludwig Gustav Simons (* 18. Januar 1861 in Soest; † 13. September 1914 in Oranienburg) war ein deutscher, völkischer Lebensreformer.

## Leben
Simons war das vierte Kind des Gutsbesitzers Heinrich Simons und Amalie Caroline Marie Simons. Er besuchte das Archigymnasium Soest, studierte in Bonn und Heidelberg. Er wurde zunächst Artillerieoffizier bis zum Hauptmann, trat aber der Lebensreform näher und erstrebte eine Fusion lebensreformerischer Bewegungen wie Vegetarismus, Bodenreform, Freigeld u. a. Dazu vertrat er völkische Ideen, zuerst in Ernst Henricis Sozialem Reichsverein, und gehörte dem „Orden des Neuen Tempels“ des Lanz von Liebenfels an. Mitglieder des Ordens konnten nur blauäugige, blondhaarige Männer werden, die sich zur „Reinzucht“ verpflichteten. Zeitweise stand er den Gedanken Guido von Lists und dem Antisemitismus Eugen Dührings nahe, ferner der Freiwirtschaft von Silvio Gesell. Seit 1910/11 gab er die Zeitschrift Neues Leben heraus, die eine Kopie der österreichischen Zeitschrift Gustav Röslers (1862–1946) war. Beide wurden 1914 kurz vor Simons’ Tod vereinigt. Simons ahmte 1908 auch den Deutschen Kulturbund Röslers nach, um seine Ideen zu propagieren. Ein Kongress für Biologische Hygiene fand 1912 in Hamburg statt. Die Zeitschrift und der Kulturbund gingen in die Hand Ernst Hunkels über.
Simons veröffentlichte zahlreiche Schriften zur Ernährungsreform. Er gehörte zu den „Brotreformern“, die schon Ende des 19. Jahrhunderts die ernährungsphysiologische Bedeutung des vollen Korns erkannten. Daher entwickelte er 1896 nach russischem Rezept das „Simonsbrot“, ein Vollkornbrot, das besonders für Magen- und Darmkranke geeignet war. Dieses Produkt vermarktete er über lizenzierte Bäckereien.
Gustav Simons verbrachte seine letzten Lebensjahre in Eden. Er starb an Schwindsucht.
Die Stadt Soest hat 2009 eine Straße, die bisher nach Simons benannt war, umbenannt.

## Schriften
- Die deutsche Volksernährung, Soest 1907
- Die natürliche Weltanschauung. Ein Leitfaden durch des Lebens Labyrinth, Stettin 1908
- Küchensünden und Volksgesundheit. Ein Buch für Lebenskunst und wider die Schablone, Berlin 1905 digitalisiert
- Bodendüngung: Pflanzenwachstum – Menschengesundheit; ein Ratgeber f. denkende Gartenfreunde, Leipzig 1911, repr. 2017
- Die deutsche Gartenstadt. Ihr Wesen und ihre heutigen Typen, Wittenberg 1912
- Die große Schulreform – eine politische Machtfrage, Deutscher Kulturbund, Oranienburg 1912 digitalisiert
- Die Überwindung des Kapitalismus eine Vorbedingung für die Volksgesundheit, Deutscher Kulturbund, Oranienburg 1913

## Einzelbelege
1. ↑  Peter G. J. Pulzer: Die Entstehung des politischen Antisemitismus in Deutschland und Österreich 1867-1914, Göttingen 2004, S. 249 (zuerst 1966)
2. ↑  Simons in Eden (Memento des Originals vom 27. August 2017 im Internet Archive)  Info: Der Archivlink wurde automatisch eingesetzt und noch nicht geprüft. Bitte prüfe Original- und Archivlink gemäß Anleitung und entferne dann diesen Hinweis.
3. ↑  Gustav-Simons-Straße in Soest

| Personendaten    | Personendaten                        |
| ---------------- | ------------------------------------ |
| NAME             | Simons, Gustav                       |
| ALTERNATIVNAMEN  | Simons, Adalbert Otto Ludwig Gustav  |
| KURZBESCHREIBUNG | deutscher, völkischer Lebensreformer |
| GEBURTSDATUM     | 18. Januar 1861                      |
| GEBURTSORT       | Soest                                |
| STERBEDATUM      | 13. September 1914                   |
| STERBEORT        | Oranienburg                          |